# Le Club Dumas
Le Club Dumas ou L'Ombre de Richelieu (titre original : El club Dumas o La sombra de Richelieu) est un roman de l'écrivain espagnol Arturo Pérez-Reverte paru en 1993. Ce texte est souvent considéré comme un  roman policier et d'aventures (il a été initialement publié en France dans une collection de « thrillers ») mais sa  construction labyrinthique, les  multiples références littéraires et bibliographiques qu'il contient, les questionnements qu'il soulève (sur l'impact du livre sur le lecteur par exemple) le placent plutôt dans la catégorie de « policier littéraire »[source insuffisante] comme Le Nom de la rose d'Umberto Eco à qui il est parfois comparé. 
Ce roman a été adapté au cinéma par Roman Polanski sous le titre La Neuvième Porte. L'adaptation n'est que partielle : tout ce qui se réfère à l’œuvre d'Alexandre Dumas, pourtant à l'origine du titre, est absent du film.

## Résumé
Lucas Corso, « mercenaire de la bibliophilie », expert en livres rares et anciens est chargé d'une double mission.
Dans un premier temps, son ami libraire Flavio La Ponte lui demande de prouver l'authenticité du manuscrit du Vin d'Anjou, le chapitre 42 des Trois Mousquetaires d'Alexandre Dumas, appartenant à l’éditeur Enrique Taillefer, qui vient d'être retrouvé suicidé. 
Conjointement, il est chargé par le libraire Varo Borja, bibliophile féru de démonologie, de découvrir si son exemplaire De Umbrarum Regni Novem Portis est bien le seul publié par l'imprimeur vénitien Aristide Torchia (nom fictif), qui périra sur le bûcher en 1666. Deux autres exemplaires sont répertoriés mais seul celui de Torchia détient « la formule qui procure le mot magique ».
Très vite, cette simple enquête se complexifie, Corso échappant à de mystérieux attentats et se trouvant confronté à d’étranges personnages parmi lesquels un homme balafré comme le comte de Rochefort et une étudiante se faisant appeler Irène Adler.

## Personnages
- Lucas Corso : « je suis l'homme qui court », 45 ans, Ce chasseur de livres, sans aucun scrupule, amateur de gin néerlandais parcourt l’Europe pour dénicher des éditions rares demandées par les libraires. C'est aussi un grand connaisseur de littérature populaire et un amateur de l'épopée napoléonienne, à laquelle son arrière-arrière-grand-oncle a participé en tant que grenadier puis consul en Espagne, Le monde du livre prend une dimension trop importante chez lui à tel point qu'il arrive à confondre monde réel et monde littéraire fictif.
- Flavio La Ponte : libraire « pauvre », il fait travailler Corso dont il est l'ami. Ils sont tous les deux des inconditionnels de Moby Dick, à tel point qu'ils ont fondé une confrérie (la Fraternité des Harponneurs de Nantucket), un soir de beuverie dans leur bar préféré « chez Makarova ». L'éditeur Enrique Taillefer lui confiera le manuscrit du Vin d'Anjou pour expertise.
- Boris Balkan : narrateur et protagoniste de l'histoire n'intervient que dans trois chapitres, pour décrire ses rencontres avec Corso. C'est un traducteur, critique littéraire et spécialiste de littérature populaire du XIXe siècle (« mon domaine est le feuilleton »), sur lequel il est intarissable. Sa dernière intervention donnera le sens de l' intrigue. Il est l'« ombre de Richelieu ».
- Varo Borja : libraire ultra spécialisé (« cinquante livres en catalogue ») et « millionnaire », il vit dans l'opulence à Tolède. Il se passionne pour la démonologie dont il possède une riche collection d'ouvrages anciens. Il demande à Corso de vérifier que son exemplaire des Neuf Portes est authentique (seul l'un des trois existants l'est d'après une interprétation de l'imprimeur Torchia et  il est persuadé que le sien est faux). Son nom évoque la famille Borja/Borgia, qui comme lui avait des liens avec l'occultisme et qui a inspiré à Alexandre Dumas deux de ses ouvrages.
- Victor Fargas : propriétaire déchu d'une des plus prestigieuses bibliothèques d'Europe. Bibliomane, il vit dans le dénuement dans une (ferme) à l'abandon proche de Sintra. Il est forcé pour vivre de vendre certains de ses ouvrages. il possède un des trois exemplaires des Neuf Portes. Après la visite de Corso, il meurt assassiné.
- Les frères Pedro et Paolo Ceniza : restaurateurs de livres anciens dans le vieux Madrid, conseillers techniques de Corso. ils possèdent les savoir-faire pour rendre à l'identique des vieux ouvrages, et on les soupçonne d'être aussi des faussaires très habiles. Ils ont eu entre leurs mains l'exemplaire des Neuf Portes, avant qu'il ne soit acquis par Vargas. Arturo Pérez-Reverte rend hommage aux frères Raso  de la Papelería y Encuadernación, E. RASO, Flora 6, Alcalá 19 y 21, Madrid, qu'il a fréquentée dans les années 1970[3].
- Baronne Frida Ungern : cette parisienne d'origine russo-allemande possède la plus grande collection de livres d'occultisme en Europe. Elle est la petite nièce par alliance du « baron fou » Roman von Ungern-Sternberg et détient le troisième exemplaire des Neuf Portes dont elle a fait la traduction et dont elle doute de l'« efficacité ». Le personnage semble inspiré d'Helena Blavatsky (le livre fictif Isis nue est un clin d'oeil à l'Isis dévoilée de Blavatsky). Comme pour Fargas, elle mourra assassinée après la visite de Corso, qui lui a fait savoir qu'il connaissait son passé de nazie.
- Liana Taillefer : veuve d'Enrique Taillefer, l'éditeur qui est découvert pendu dans le prologue du roman. Ce personnage féminin typique de l'univers de Pérez-Reverte se confond avec Milady de Winter pour Corso : elle couche puis se bat avec lui. Elle possède d'ailleurs le même tatouage de fleur de lys que l'ennemie de d'Artagnan. Son rôle dans l'intrigue sera explicité par Balkan dans sa présentation du « club Dumas ».
- Rochefort : ce personnage mystérieux poursuit Corso depuis sa visite initiale à Boris Balkan. Le chasseur de livres le surnomme en fonction de sa ressemblance avec le personnage des Trois Mousquetaires. C'était plus qu'une intuition après les explications que donne Balkan pour son « club Dumas ».
- Irene Adler : ce personnage énigmatique accompagne Corso tout au long de son périple, elle sera aussi son amante. Elle apparaît en étudiante avec son sac de livres lors d'une conférence donnée par Balkan dans un café. Elle a environ vingt ans, une « allure de garçon » et des « yeux verts presque transparents ». Non seulement elle porte le nom de l'aventurière de Sherlock Holmes, mais son passeport porte comme adresse le 223B Baker Street. Elle est un lien entre les deux univers du roman populaire et de l'ésotérisme. Grande lectrice, elle lit les Trois Mousquetaires, mais aussi de la littérature fantastique : Melmoth ou l'Homme errant et surtout Le Diable amoureux de Jacques Cazotte, dont elle semble être la réincarnation du personnage « diabolique » de Biondetta. Elle est experte en combat à mains nues, elle dit avoir appris le truc en perdant contre un ange.

## Adaptation
- 1999 : La Neuvième Porte (The Ninth Gate), film franco-américano-espagnol de Roman Polanski, avec Johnny Depp, Lena Olin, Frank Langella et Emmanuelle Seigner

## Prix
- Prix Palle-Rosenkrantz 1995